# Walk on Fire
Pour plus de détails, voir Fiche technique et Distribution.
Walk on Fire (獵鷹計劃, Lie ying ji hua) est un film d'action hongkongais réalisé par Norman Law et sorti en 1988 à Hong Kong.
Il totalise 12 936 236 HK$ de recettes au box-office.

## Synopsis
À Macao, le criminel Tong Heung-tung du gang Hunan, l'auteur d'un attentat à la bombe au siège de la police de Hong Kong, est extradé vers la colonie britannique par les inspecteurs de l'OCTB de Kowloon, Lee Ho-lung (Ray Lui) et Lo Mo (Kent Cheng).
L'inspecteur Lau Kwok-wah (Andy Lau), un bon ami de Lee, dîne avec ses collègues et leurs femmes et enfants un soir, lorsque Chung (Cherie Chung), l'informatrice de Lee, le contacte pour lui demander de l'aide. L'un des membres du gang Hunan, Wai (Dick Wei), l'a en fait utilisé pour attirer Lee dans une embuscade. En effet, quand celui-ci débarque chez Chung, il est attaqué et neutralisé par les hommes de Wai. Chung est également frappée et fait semblant d'être inconsciente en écoutant tout ce que les criminels disent. Les voyous amènent Wai sur une jetée, le font boire pour le mettre en état d'ébriété, avant de le jeter à la mer.

## Fiche technique
- Titre original : 獵鷹計劃
- Titre international : Walk on Fire
- Réalisation : Norman Law
- Scénario : Wong Kar-wai
- Photographie : Horace Wong
- Montage : Poon Hung
- Musique : Tang Siu-lam
- Production : Ng See-yuen
- Société de production : Seasonal Films
- Société de distribution : Seasonal Films
- Pays d'origine :  Hong Kong
- Langue originale : cantonais
- Format : couleur
- Genre : action
- Durée : 104 minutes
- Dates de sortie :
  -  Hong Kong : 24 juin 1988
  -  Taïwan : 13 août 1988
  -  Corée du Sud : 4 novembre 1989

## Distribution
- Andy Lau : Lau Kwok-wah
- Cherie Chung : Miss Chung
- Kent Cheng : Lo Mo (Tang)
- Ray Lui : l'inspecteur Lee Ho-lung
- Dick Wei : Wai
- Lau Siu-ming : Chan Sir
- Kam Hing-yin : le surintendant d'Interpol Lai
- Maria Cordero : une officier des stupéfiants
- Shum Wai : Squid Chiu
- May Ho : May
- Yung Wai-man : la petite amie de Mother
- Teddy Yip : Mr Chan
- Ng Hong-sang : un homme de Wai
- Tony Leung : un policier
- Lo Wing
- Jeffrey Ho
- Chan Chik-wai : un officier des stupéfiants
- Charlie Chan
- Lam Kai-wing : un voyou
- Bruce Law : un homme de Wai
- Hung San-nam : Chan Kwok-chiu
- Barry Wong
- Cheung Miu-hau : Al
- Lo Yuen-ming
- Sing Chiu-kwong
- Hak Chai